# Joseph Kolberg
Joseph Kolberg SJ, auch Josef Kolberg und José Kolberg, (* 24. Februar 1832 in Elbing, Westpreußen; † 19. März 1893 in Feldkirch, Vorarlberg) war ein deutscher Jesuit sowie Mathematiker und Geograph.

## Leben
Joseph Kolberg trat im Oktober 1852 nach seinem Abitur in den Jesuitenorden ein. Er studierte und promovierte in Münster, Paderborn und Bonn. Er war als Mathematiklehrer an den jesuitischen Gymnasien in Bonn und Feldkirch (1856–59, 1864–68 in Feldkirch, 1868–71 in Maria Laach) tätig.
Eine Anfrage an den Jesuitenorden zur Gründung eines Polytechnikums in Quito (heute: Escuela Politécnica Nacional) im Jahre 1869 durch den ecuadorianischen Staatspräsidenten  García Moreno folgte er 1871 mit einigen anderen Patres. Er lehrte Physik, höhere Mathematik, theoretische und praktische Mechanik für Ingenieure. Kolberg veröffentlichte ein Lehrbuch der allg. Arithmetik in spanischer Sprache. Zwei weitere Bücher über Eisenbahnbau und über aktiven und passiven Erddruck blieben unvollendet; 1876 brach ein Bürgerkrieg in Ecuador aus und die Jesuiten mussten aus Ecuador flüchten.
Kolberg siedelte in den Jesuitenkonvent in Feldberg im Vorarlberg über, wo er als Physiklehrer tätig war und sich mit wissenschaftlichen Arbeiten zur Geographie und Geologie beschäftigte. Neben seinen wissenschaftlichen Schriften veröffentlichte Pater Kolberg immer wieder kleinere Artikel in der Jesuitenzeitschrift „Stimmen aus Maria Laach“.

## Schriften
- Tratado de Aritmética general y algebra, Quito 1872
- Nach Ecuador. Reisebilder, Herder Freiburg 1876, 4. Aufl. 1897
- Die Mechanik des Erdballs, In: Stimmen aus Maria Laach, 10 F., 1880–82
- Die Anwendungen der Elektrizität in der Technik, In: Stimmen aus Maria Laach, 1883